# Leszek Herdegen

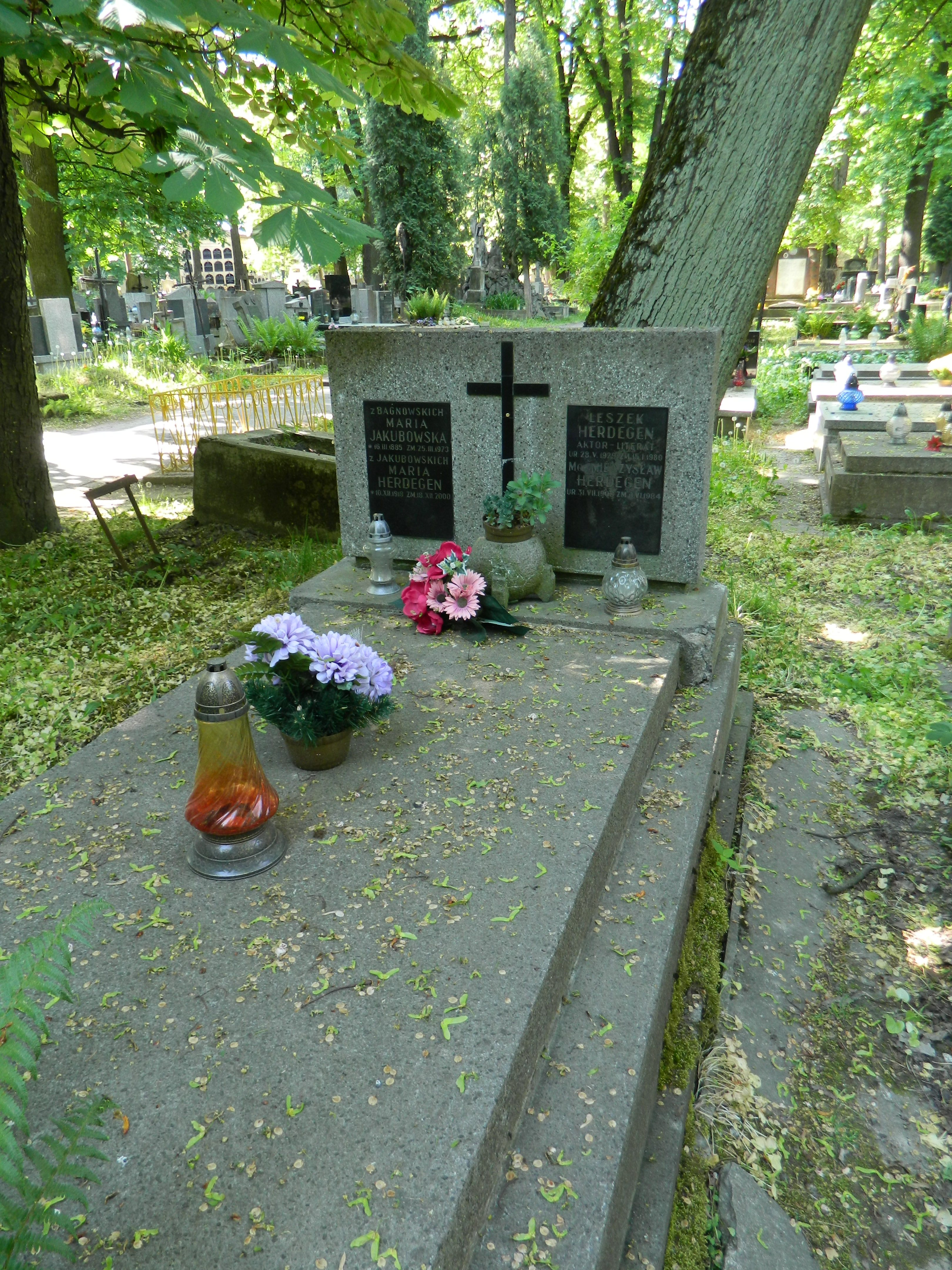
Grób Leszka Herdegena na cmentarzu Rakowickim w Krakowie (kwatera XXIb, rząd wschodni, grób 5)

Leszek Herdegen (ur. 28 maja 1929 w Poznaniu, zm. 15 stycznia 1980 w Toruniu) – polski aktor i pisarz.

## Życiorys
Urodził się w Poznaniu w rodzinie ekonomisty Mieczysława Herdegena i jego żony Marii, dzieciństwo spędził w Toruniu. Podczas II wojny światowej pracował fizycznie, wziął udział w powstaniu warszawskim. Zadebiutował w 1946 jako literat, publikując wiersze i artykuły. W 1953 poparł działania stalinowskich władz PRL, podpisując Rezolucję Związku Literatów Polskich w Krakowie w sprawie procesu krakowskiego. Studiował w Państwowej Wyższej Szkole Aktorskiej w Krakowie, którą ukończył w 1953. Przez pewien czas pracował jednocześnie w wydawnictwach literackich i w teatrze. Zasłynął z pracowitości i cieszył się sympatią widzów. W 1964 został wybrany „najulubieńszym aktorem Krakowa”. 
Do jego popularności przyczyniły się role filmowe, m.in. te zagrane w Nieznanym (1964), Faraonie (1965) i Potopie (1974). Pojawiał się też w serialach, m.in. Polskie drogi (1976–77) czy Życie na gorąco (1978).
Znany jest jako wykonawca „Pieśni o małym rycerzu", ballady, którą zaśpiewał w serialu Przygody pana Michała. Ostatnią kinową rolę,  sturmbannführera SS – zagrał w dramacie wojennym Henryka Bielskiego Gwiazdy poranne (1979). 
Pośmiertnie otrzymał wyróżnienie „Złoty Ekran 79” za całokształt twórczości artystycznej w TV. 

### Życie prywatne
Jego pierwszą żoną była aktorka Halina Zaczek w latach 1952–1961. Drugi związek małżeński zawarł z aktorką Lidią Zamkow.
W ostatnich latach życia zmagał się z chorobą alkoholową. Zmarł w wieku 50 lat. Został pochowany na cmentarzu Rakowickim w Krakowie (kwatera XXIb, rząd wschodni, grób 5).
Przyjaciel Sławomira Mrożka.

## Kariera zawodowa
- 1952: Teatr Młodego Widza w Krakowie – kierownik literacki
- 1953–1954: Teatr Wybrzeże w Gdańsku – aktor
- 1954–1955: Życie Literackie – kierownik działu krytyki literackiej
- 1954–1954: Teatr Wybrzeże w Gdańsku – kierownik literacki
- 1 września 1955 – 1 czerwca 1959: Stary Teatr im. Heleny Modrzejewskiej w Krakowie – kierownik literacki
- 1958–1964: Stary Teatr im. Heleny Modrzejewskiej w Krakowie – aktor
- 1964–1972: Teatr im. Juliusza Słowackiego w Krakowie – aktor
- 1972–1974: Teatr Studio w Warszawie – aktor
- 1974–1980: Teatr Powszechny w Warszawie – aktor

## Filmografia
- Rok pierwszy (1960) – kapral Józef Dunajec
- Kwiecień (1961) – chorąży Juliusz Szumibór
- Mansarda (1963) – Aleksander Gierymski
- Faraon (1965) – Pentuer
- Stawka większa niż życie (serial telewizyjny, 1967–1968) – por. von Vormann (odc. 11. Hasło); płk Nichols (odc. 13. Bez instrukcji)
- Znicz olimpijski (1969) – major
- Raj na ziemi (1970) – członek Werwolfu
- Dzień listopadowy (1970) – Karol Starski
- Podróż za jeden uśmiech (serial telewizyjny, 1971) – kierowca Słyk (odc. 1. Pechowy dzień)
- Kopernik (1972) – mnich Mateusz
- Godzina szczytu (1973) – dyrektor Krzysztof Maksymowicz
- Akcja V (1973) – pułkownik Max Dachter
- Potop (1974) – Jan Sakowicz
- Polskie drogi (serial telewizyjny, 1976) – major Leon Korwin (odc. Misja specjalna)
- Biohazard (1977) – profesor Józef Molnar
- Żołnierze wolności (1977) – Paweł Finder
- Kłopoty to moja specjalność (Teatr TV, 1977) – Tom Bayon
- Bilet powrotny (1978) – Pierre
- Życie na gorąco (1978) – doktor Herman Gebhardt, szef organizacji „W”
- Gwiazdy poranne (1979) – sturmbannführer SS

## Odznaczenia i nagrody
- Krzyż Kawalerski Orderu Odrodzenia Polski (1977)
- Złoty Krzyż Zasługi (1969)
- Odznaka Zasłużony Działacz Kultury (1968)
- Złota Odznaka „Za zasługi dla Krakowa” (1965)
- „Srebrny Kormoran” za rolę w spektaklu No more Hiroshima na podstawie korespondencji Gunthera Andresa i mjr. Claude’a Eatherly na Festiwalu Teatrów Estradowych w Olsztynie (1964)
- Wielka Nagroda oraz Nagroda Artystyczna Jury na VI OPTMF w Szczecinie (1971)
- „Złoty Ekran 79” za całokształt twórczości artystycznej w TV (1980, pośmiertnie)